# Çardaklı, Atkaracalar
Çardaklı là một thị trấn thuộc huyện Atkaracalar, tỉnh Çankırı, Thổ Nhĩ Kỳ. Dân số thời điểm năm 2010 là 2.086 người.